# Reiko Nagase
Reiko Nagase is een fictief personage uit de computerspelreeks Ridge Racer, een serie racespellen die zijn ontwikkeld door Namco.

## Beschrijving
Nagase maakte haar debuut in het spel Rave Racer uit 1995. Ze verscheen in vrijwel ieder Ridge Racer-spel en werd hierdoor het gezicht van de spelserie. Nadat Namco aangaf Nagase te willen vervangen in Ridge Racer V door nieuwkomer Ai Fukami, stuitte dit op felle kritiek van fans. Nagase werd hierop door Namco in ere hersteld.
Reiko Nagase werd geboren op 14 februari 1975. In de spellen telt ze af bij de start van de race en verschijnt in de tussenfilmpjes. Daarnaast werkt ze als mannequin en idool. In Ridge Racer 7 werkt Nagase als vertegenwoordiger voor de UFRA.
Reiko Nagase verscheen ook in andere spellen, waar ze meestal is te zien in haar rood-witte outfit. Zo is ze een speelbaar personage in onder meer Namco Wonder Classic, Pac-Man Fever en Taiko no Tatsujin.
Ze werd door diverse vakbladen genoemd als het gezicht van Ridge Racer en een iconisch computerspelpersonage. Nagase was een van de vijf genomineerden voor de titel "Videogame Babe 1999".